# Васильев, Анатолий Николаевич (Герой Советского Союза)
Анатолий Николаевич Васильев (1919—1978) — полковник Советской Армии, участник Великой Отечественной войны, Герой Советского Союза (1944).

## Биография
Анатолий Васильев родился 3 июля 1919 года в деревне Захарово Сычёвского уезда в крестьянской семье.
Окончил школу-семилетку, после чего переехал в Ленинград, работал слесарем на судостроительном заводе, одновременно учился в вечерней средней школе и аэроклубе. В 1940 году Васильев был призван на службу в Рабоче-крестьянскую Красную Армию и направлен на учёбу в Чкаловское военное авиационное училище. Освоил штурмовик «Ил-2».
С мая 1942 года — на фронтах Великой Отечественной войны. В том же году вступил в ВКП(б). Принимал участие в Курской битве, освобождении Смоленской области и Белорусской ССР. К августу 1944 года капитан Анатолий Васильев командовал эскадрильей 198-го штурмового авиаполка 233-й штурмовой авиадивизии 4-й воздушной армии 2-го Белорусского фронта.
К августу 1944 года Васильев совершил 106 боевых вылетов, в ходе которых уничтожил 40 вражеских танков и штурмовых орудий, 8 железнодорожных составов, 10 самолётов на аэродромах и 1 — в воздухе, 15 батарей артиллерии, 9 складов в боеприпасами и топливом, а также несколько сотен вражеских солдат и офицеров.
Указом Президиума Верховного Совета СССР от 26 октября 1944 года за «образцовое выполнение заданий командования и проявленные мужество и героизм в боях с немецкими захватчиками» капитан Анатолий Васильев был удостоен высокого звания Героя Советского Союза с вручением ордена Ленина за номером 20860 и медали «Золотая Звезда» за номером 4531.
Принимал участие в освобождении Польши, боях в Германии, штурме Берлина. К концу войны Васильев совершил более 200 боевых вылетов. За время войны он трижды был ранен, девять раз был подбит. После окончания войны Васильев продолжил службу в Советской Армии. В 1955 году он окончил Военно-воздушную академию. В 1959 году в звании полковника Васильев был уволен в запас. Проживал и работал в Евпатории. Скончался 13 ноября 1978 года, похоронен на аллее Героев в Евпатории.
Был также награждён двумя орденами Красного Знамени, орденами Суворова 3-й степени, Александра Невского, Отечественной войны 1-й степени и двумя орденами Красной Звезды, а также рядом медалей.